# 유머레스크
유머레스크(Humoresque, 프랑스어: Humoresque 위모레스크[*], 독일어: Humoreske 후모레스케[*])는 낭만주의 음악의 갈래 가운데 하나이다. 

## 작품의 예
- 안토닌 드보르자크: 〈8개의 유머레스크 작품번호 101〉(1894년)가 있는데, 이 가운데 7번 내림 사장조가 알려져 있다.
- 로베르트 슈만: 〈유머레스크 내림 나장조 작품번호 20〉(1839년)가 있다.
- 세르게이 라흐마니노프: 〈유머레스크 사장조 작품번호 20〉(1893년 작곡, 1940년 개정)가 있다.

## 특징
가곡과 비슷한 성격을 지니고 있으며, 대부분이 기악곡이다.

## 같이 보기
- 카프리치오